# Víctor Muñoz
Víctor Muñoz Manrique (* 15. März 1957 in Saragossa, Spanien) ist ein spanischer Fußballtrainer und ehemaliger Fußballspieler. Zuletzt stand er beim Schweizer Super-Ligisten FC Sion unter Vertrag.

## Karriere
Víctor Muñoz begann seine Profikarriere als Fußballspieler 1976 in seiner Geburtsstadt, beim dort ansässigen Verein Real Saragossa. 1981 wechselte er zum FC Barcelona, wo er sieben Jahre unter Vertrag stand. 1988 wechselte er nach Italien zu Sampdoria Genua und war damit einer der ersten Spanier die in die Serie A wechselten. 1990 kehrte Muñoz schließlich zu Real Saragossa zurück, bevor er 1991 beim FC St. Mirren in Schottland seine Karriere beendete.
Mit der spanischen Nationalmannschaft nahm der im Mittelfeld agierende Muñoz an den Olympischen Spielen 1980, den Weltmeisterschaften 1982 in Spanien sowie 1986 in Mexiko und an den Europameisterschaften 1984 in Frankreich sowie 1988 in Deutschland teil. Muñoz kam bei der Nationalmannschaft auf 60 Einsätze und erzielte dabei drei Tore.
1995 übernahm Muñoz erstmals ein Traineramt und unterschrieb einen Zweijahresvertrag bei RCD Mallorca. In den folgenden Jahren trainierte er die Mannschaften CD Logroñés, UE Lleida und FC Villarreal, ehe er 2004 zu Real Saragossa wechselte. Mit Saragossa gewann Muñoz die ersten Titel seiner Trainerlaufbahn und blieb dort bis 2006. Von Oktober 2006 bis Mai 2007 stand er beim griechischen Verein Panathinaikos Athen unter Vertrag und erreichte dort mit dem Verein das Finale um den griechischen Vereinspokal. Ab 2007 trainierte Muñoz den spanischen Erstligisten Recreativo Huelva. Am 4. Februar 2008 wurde er nach der 1:2-Heimniederlage seiner Mannschaft gegen den FC Sevilla entlassen. Zur Saison 2008/09 wurde er Trainer des FC Getafe. Ab September 2011 trainierte er den Schweizer Club Neuchâtel Xamax. Sein dortiges Engagement endete im Januar 2012, nachdem Xamax zunächst die Lizenz entzogen worden war und der Klub wenig später Konkurs anmeldete.
Ab Beginn der Rückrunde im Januar 2013 leitete er den FC Sion, wurde jedoch bereits nach drei Runden als Trainer abgesetzt, allerdings nicht entlassen, da seinem Nachfolger, dem Spielertrainer Gennaro Gattuso, die nötige Lizenz fehlt. Er war der vierte Trainer der laufenden Saison 2012/13 beim Walliser Fußballklub. Von März bis November 2014 trat er kurzzeitig wieder als Trainer seines Heimatklubs Real Saragossa in Erscheinung, ehe er beurlaubt und durch Ranko Popović ersetzt wurde.

## Titel

### Als Spieler
- International:
  - Fußball-Europameisterschaft 1984: Finalist
  - Europapokal der Pokalsieger: 1981/82, 1989/90
- National:
  - Spanische Meisterschaft: 1984/85
  - Copa de la Liga: 1983, 1986
  - Copa del Rey: 1981, 1983, 1988
  - Supercopa de España: 1983
  - Coppa Italia: 1989

### Als Trainer
- Copa del Rey: 2004
- Supercopa de España: 2004